# Regine Heitzer
Regine Heitzer (16 de fevereiro de 1944) é uma ex-patinadora artística austríaca. Ela conquistou uma medalha de prata olímpica em 1964, e conquistou quatro medalhas em campeonatos mundiais.

## Principais resultados
| Resultados                                            | Resultados    | Resultados    | Resultados       | Resultados       | Resultados        | Resultados        | Resultados       | Resultados       | Resultados      | Resultados    | Resultados    | Resultados    |
| Internacional                                         | Internacional | Internacional | Internacional    | Internacional    | Internacional     | Internacional     | Internacional    | Internacional    | Internacional   | Internacional | Internacional | Internacional |
| Evento/Temporada                                      | 1957– 1958    | 1958– 1959    | 1959– 1960       | 1960– 1961       | 1961– 1962        | 1962– 1963        | 1963– 1964       | 1964– 1965       | 1965– 1966      |               |               |               |
| ----------------------------------------------------- | ------------- | ------------- | ---------------- | ---------------- | ----------------- | ----------------- | ---------------- | ---------------- | --------------- | ------------- | ------------- | ------------- |
| Jogos Olímpicos                                       |               |               | 7.ª              |                  |                   |                   | Medalha de prata |                  |                 |               |               |               |
| Campeonato Mundial                                    | 12.ª          | 7.ª           | 4.ª              |                  | Medalha de bronze | Medalha de prata  | Medalha de prata | Medalha de prata |                 |               |               |               |
| Campeonato Europeu                                    | 8.ª           | 5.ª           | Medalha de prata | Medalha de prata | Medalha de prata  | Medalha de bronze | Medalha de prata | Medalha de ouro  | Medalha de ouro |               |               |               |
| Nacional                                              |               |               |                  |                  |                   |                   |                  |                  |                 |               |               |               |
| Campeonato Austríaco                                  |               |               | Medalha de ouro  | Medalha de ouro  | Medalha de ouro   | Medalha de ouro   | Medalha de ouro  | Medalha de ouro  | Medalha de ouro |               |               |               |
|                                                       |               |               |                  |                  |                   |                   |                  |                  |                 |               |               |               |
| Legenda: Competição não foi disputada nesta temporada |               |               |                  |                  |                   |                   |                  |                  |                 |               |               |               |